# 佐賀清和中学校・高等学校
佐賀清和中学校・高等学校（さがせいわちゅうがっこう・こうとうがっこう）は、佐賀県佐賀市兵庫北二丁目に所在し、中高一貫教育を提供する私立中学校・高等学校。
高等学校においては、中学校から入学した内部進学の生徒のみが普通科中高一貫コースに進学し、高等学校から入学した外部進学の生徒とは3年間別コースで学習する併設型中高一貫校。
募集要項－佐賀清和高等学校]によれば、高等学校から生徒を募集するコースは、特別進学・探究文理・普通・情報ビジネスの各コースであり、普通科中高一貫コースでは生徒を募集しない。
1986年（昭和61年）に佐賀清和中学校を併設。もとは女子校だったが、1998年より男女共学（情報ﾋﾞｼﾞﾈｽ科、普通科は女子のみ）。教養という礼儀作法を学ぶ授業が時間割に入っている。これは、総合学習の時間が、教養に振り替えられているものである。

## 中高一貫の教育区分
佐賀清和中学校・高等学校では、前期2年間（中学校の第1学年及び第2学年）のI期（基礎力養成段階）、中期2年間（中学校第3学年及び高等学校第1学年）のII期（実力養成段階）、後期2年間（高等学校の第2学年及び第3学年）のIII期（応用力養成段階）に教育区分する2-2-2制（寸胴型）を採用し、中学校第3学年から高等学校の学習内容に入り、普通科中高一貫コースでは高等学校第1学年から、普通科特別進学コースでは高等学校第2学年から、それぞれ文系と理系に分かれて学習する。

## 沿革
- 1911年（明治44年）4月 - 私立実科女学校開校。
- 1924年（大正13年）4月 - 校名を「清和高等女学校」と改称する。
- 1948年（昭和23年）4月 - 佐賀清和高等学校となる。
- 1970年（昭和45年）4月 - 商業科を設立。
- 1975年（昭和50年）4月 - 衛生看護科を設立。
- 1983年（昭和58年）4月 - 特別進学科を設立。
- 1985年（昭和60年）2月 - 体育館「清風館」を新築落成。
- 1986年（昭和61年）4月 - 佐賀清和中学校を併設。
- 1993年（平成5年）9月 - 全教室、冷暖房設置。
- 1998年（平成10年）4月 - 特別進学科が男女共学となる。
- 2007年（平成19年）4月 - 英進科を改組して探究文理科（男女共学）設置。
- 2013年（平成25年）2月 - 衛生看護科の募集を停止。
- 2014年（平成26年）1月 - 佐賀市兵庫北二丁目14番1号へ校舎移転、新築。
- 2021年（令和2年）1月-全学科が共学へ

## 行事
- 4月　始業式
- 4月　入学式
- 4月　25日　創立記念日　新入生歓迎バス旅行
- 6月　合唱コンクール
- 9月　清和祭
- 10月 自由登校(中3・高3)
- 1月　清和百首かるた会
- 1月  15日  高校卒業証書授与式
- 1月　23日  中学卒業証書授与式
- 3月　終業式(中1・2・高1・2)

## 出身著名人
- 古賀奈津子（アナウンサー、清和中高一貫） - サガテレビ
- 古賀京子（元バスケットボール選手、清和高校卒業）
- 三根由香理（バスケットボール選手）
- 江藤綾香（バレーボール選手）
- カノエラナ  (シンガーソングライター)
- 小峰大知（ハンドボール選手）
- 石川啓人（サッカー選手）

## その他
- 部活動や特別進学科の人や通学困難者の為に寮がある。
- 部活動は女子バレーボール部や女子卓球部や女子バスケットボール部が有名である。
- 男子の部活としては男子ハンドボール部は2007青春・佐賀総体に出場。県内では神埼清明高校、東明館高校と並ぶ。
- 校則が厳しく教養の授業では特に厳しく指導され、各学年、年に一度実施される検定に合格しなければ進級が認められない。
- 毎年、3学期の始業式後に体育館にて新春かるた大会が行われる。その際『清和百首』という百人一首やその他歌集などから学校独自で厳選した短歌集のかるたを使用する。
- 約半数の生徒が保護者の送迎で登下校を行っている。そのため、校門横に送迎専用駐車場を完備してある。
- 2023年5月より、高校放送部の出演・制作による番組『SPAプレゼンツ 夕陽色の砂時計』がFM佐賀にて放送されている[5]。

## 制服
- 女子の制服は冬服も夏服もジャンパースカートである。
- 男子はブレザーと合服があり、夏服もある。
- 森英恵デザインの制服もあった。